# Asclepias lemmonii
Asclepias lemmonii är en oleanderväxtart som beskrevs av Asa Gray. Asclepias lemmonii ingår i släktet sidenörter, och familjen oleanderväxter. Inga underarter finns listade i Catalogue of Life.